# نوینبورگ فرم والد
شهر نوینبورگ فرم والد (به آلمانی: Neunburg vorm Wald) در ایالت بایرن در کشور آلمان واقع شده است.